# شهرستان تاترا
شهرستان تاترا (به لهستانی: Powiat Tatra) یک شهرستان در لهستان است که در استان لهستان کوچک‌تر واقع شده‌است. شهرستان تاترا ۴۷۱٫۶۲ کیلومتر مربع مساحت و ۶۵٬۳۹۳ نفر جمعیت دارد.